# Baljorashi

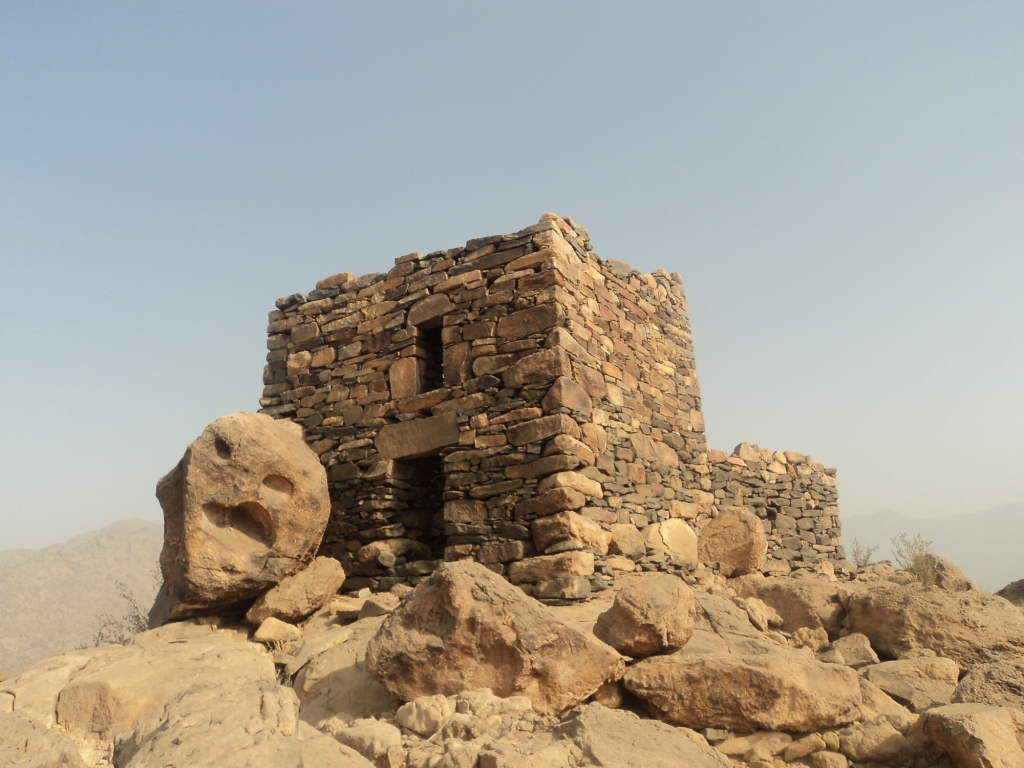
Ruïne

Baljorashi is een stad in Saoedi-Arabië en is de tweede stad van de provincie Al-Bahah.
Bij de volkstelling van 2004 telde Baljorashi 39.650 inwoners.